# Schoonspringen op de Olympische Zomerspelen 1976
Schoonspringen is een van de sporten die beoefend werden tijdens de Olympische Zomerspelen 1976 in de Canadese stad Montréal.

## Heren

### 3 m plank
| rang   | sporter            | land | punten |
| ------ | ------------------ | ---- | ------ |
| Goud   | Phil Boggs         | USA  | 619.05 |
| Zilver | Giorgio Cagnotto   | ITA  | 570.48 |
| Brons  | Aleksandr Kosenkov | URS  | 567.24 |
| 4      | Falk Hoffmann      | GDR  | 553.53 |
| 5      | Robert Cragg       | USA  | 548.19 |
| 6      | Greg Louganis      | USA  | 528.96 |
| 7      | Carlos Giron       | MEX  | 523.59 |
| 8      | Klaus Dibiasi      | ITA  | 516.18 |

### 10 m torenspringen
| rang   | sporter             | land | punten |
| ------ | ------------------- | ---- | ------ |
| Goud   | Klaus Dibiasi       | ITA  | 600.51 |
| Zilver | Greg Louganis       | USA  | 576.99 |
| Brons  | Vladimir Alejnik    | URS  | 548.61 |
| 4      | Kent Vosler         | USA  | 544.14 |
| 5      | Patrick Moore       | USA  | 538.17 |
| 6      | Falk Hoffmann       | GDR  | 531.60 |
| 7      | David Ambartsoemjan | URS  | 516.21 |
| 8      | Carlos Giron        | MEX  | 513.93 |

## Dames

### 3 m plank
| rang   | sporter           | land | punten |
| ------ | ----------------- | ---- | ------ |
| Goud   | Jennifer Chandler | USA  | 506.19 |
| Zilver | Christa Köhler    | GDR  | 469.41 |
| Brons  | Cynthia Potter    | USA  | 466.83 |
| 4      | Heidi Ramlow      | GDR  | 462.15 |
| 5      | Karin Guthke      | GDR  | 459.81 |
| 6      | Olga Dmitrijeva   | URS  | 432.24 |
| 7      | Irina Kalinina    | URS  | 417.99 |
| 8      | Barbara Nejman    | USA  | 365.07 |

### 10 m torenspringen
| rang   | sporter                | land | punten |
| ------ | ---------------------- | ---- | ------ |
| Goud   | Jelena Vajtsechovskaja | URS  | 406.59 |
| Zilver | Ulrika Knape           | SWE  | 402.60 |
| Brons  | Deborah Wilson         | USA  | 401.07 |
| 4      | Irina Kalinina         | URS  | 398.67 |
| 5      | Cindy Shatto           | CAN  | 389.58 |
| 6      | Teri York              | CAN  | 378.39 |
| 7      | Melissa Briley         | USA  | 376.86 |
| 8      | Heidi Ramlow           | GDR  | 365.64 |

## Medaillespiegel
| rang   | land             | goud | zilver | brons | totaal |
| ------ | ---------------- | ---- | ------ | ----- | ------ |
| 1      | Verenigde Staten | 2    | 1      | 2     | 5      |
| 2      | Italië           | 1    | 1      | 0     | 2      |
| 3      | Sovjet-Unie      | 1    | 0      | 2     | 3      |
| 4      | DDR              | 0    | 1      | 0     | 1      |
| 4      | Zweden           | 0    | 1      | 0     | 1      |
| totaal | totaal           | 4    | 4      | 4     | 12     |